# St. Jakobus der Ältere (Sindlbach)

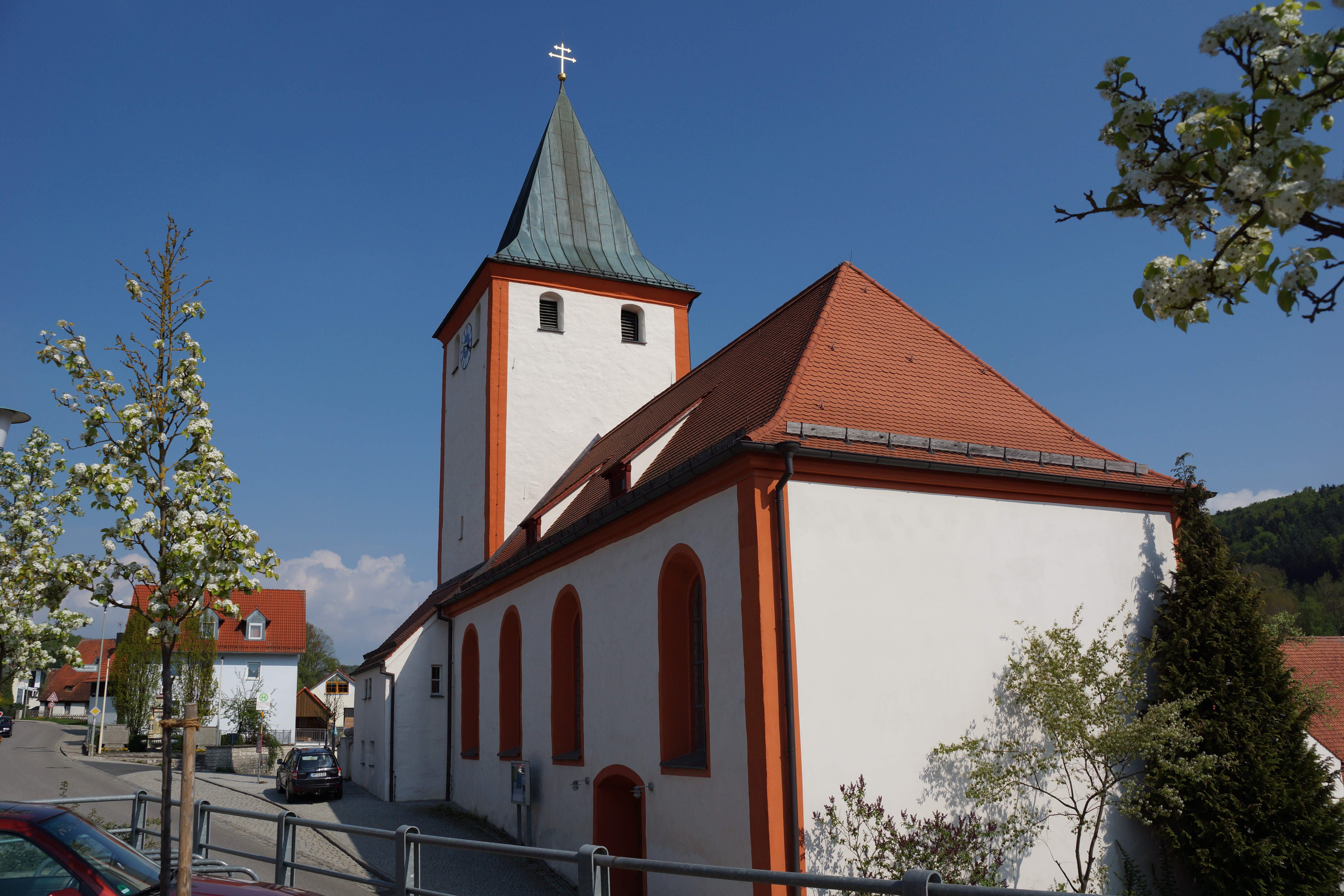
St. Jakobus der Ältere (Sindlbach)

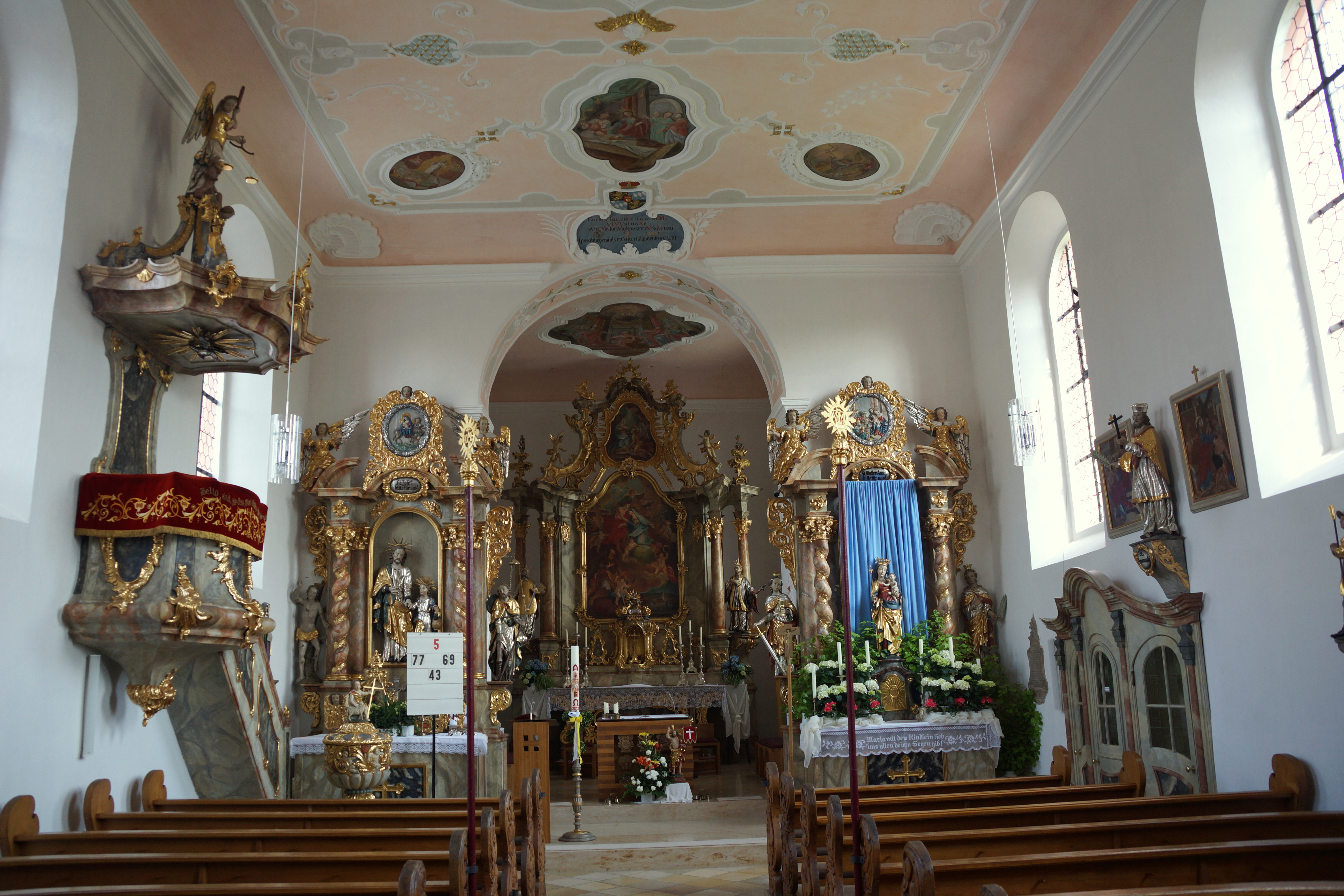
Innenansicht

Die römisch-katholische, denkmalgeschützte Pfarrkirche St. Jakobus der Ältere steht in Sindlbach, einem Gemeindeteil der Gemeinde Berg bei Neumarkt in der Oberpfalz im Landkreis Neumarkt in der Oberpfalz. Sie ist dem Bistum Eichstätt zugeordnet. Das Bauwerk ist unter der Denkmalnummer D-3-73-113-48 als Baudenkmal in die Bayerische Denkmalliste eingetragen.

## Beschreibung
Die Saalkirche wurde 1640 unter Einbeziehung der Mauern des spätromanischen Vorgängerbaus errichtet. Sie besteht aus einem Langhaus, einem Chorturm im Osten und der Sakristei an seiner Nordwand. Das oberste Geschoss des Chorturms beherbergt die Turmuhr und den Glockenstuhl, in dem vier Kirchenglocken hängen.
Der Innenraum des Langhauses ist mit einer Flachdecke überspannt. Die Deckenmalereien im Chor, d. h. im Erdgeschoss des Chorturms, mit Szenen aus dem Leben des heiligen Jakobus dem Älteren hat 1758 Johann Michael Franz geschaffen. Zur Kirchenausstattung gehört ein mit Rocaille verzierter Hochaltar, der von Statuen des heiligen Franz Xaver und des heiligen Ignatius neben den Säulen flankiert wird. Die Orgel auf der Empore wurde 1970 als Opus 260 von einem Orgelbauer Bittner gebaut.